# هنریکه پلیکانو
هنریکه پلیکانو (انگلیسی: Henrique Pellicano؛ زادهٔ ۲۸ فوریهٔ ۱۹۷۴) قایقران اهل برزیل است.